# Лисогірка (Запорізький район)
Лисогі́рка — село в Україні, у Біленьківській сільській громаді Запорізького району Запорізької області. Населення становить 1019 осіб. До 2016 року  — адміністративний центр Лисогірської сільської ради.

## Географія
Село Лисогірка розташоване за 20 км від обласного центру, на правому березі річки Дніпро, вище за течією на відстані 2 км розташоване село Канівське, нижче за течією на відстані 2,5 км розташоване село Біленьке Перше. Поруч пролягає автошлях територіального значення Т 0806.
Вздовж узбережжя переривчастою смугою тягнуться так звані Дніпровські плавні — залишки легендарного Великого Лугу. Численні острівці, заплавні озера і протоки слугують місцем гніздування і відпочинку під час сезонних міграцій водоплавних і лісових видів птахів, у тому числі рідкісних, занесених до Червоної книги МСОП та інших природоохоронних документів. У плавнях зустрічається ряд раритетних і реліктових видів та угруповань рослин, занесених до Червоної та Зеленої книги України.

## Історія
Село засноване 1930 року. До цього ці землі перебували у володінні генерала Каменського, кавалера ордена Святого апостола Андрія Первозванного.
15 липня 2016 року, в ході децентралізації, Лисогірська сільська рада об'єднана з Біленьківської сільською громадою.

## Населення

### Мова
Розподіл населення за рідною мовою за даними перепису 2001 року:
| Мова            | Кількість | Відсоток |
| --------------- | --------- | -------- |
| українська      | 835       | 81.94%   |
| російська       | 180       | 17.66%   |
| білоруська      | 1         | 0.10%    |
| вірменська      | 1         | 0.10%    |
| інші/не вказали | 2         | 0.20%    |
| Усього          | 1019      | 100%     |

## Економіка
- «Лисогірська», агрофірма, ТОВ.

## Об'єкт соціальної сфери
- Середня загальноосвітня школа.

## Пам'ятки
- Лиса гора, яка користується містичної славою. За легендою, саме на цій горі святий апостол Андрій Первозванний викопав криницю, з якої є можливо було напитися цілющої води. За переказами місцян, вночі на Лисій горі є можливість побачити «привид дівчини».
- Неподалік села був могильник дніпро-донецької культури маріупільського типу.